# DVD Shrink
DVD Shrink是一個可以運行於Microsoft Windows作業系統且免費的DVD壓縮及燒錄軟體。該軟體原本的基本功能是將原本無法燒錄到一般DVD上的高容量DVD內容經過壓縮後再重新輸出至硬碟或者燒錄到光碟上。其壓縮的方式可以將品質變差，或者是刪除掉原本DVD上多餘的音軌或者是字幕。

## 法律問題
DVD Shrink在美國似乎因為使用該軟體可以成功破解防盜拷的光碟的問題而有著作權上的問題。在觸犯了美國的著作權法後，DVD Shrink的官方網站於2005年8月17日標示出了「is no more!」（已經沒有了！）的字樣，意味著不會在有新的版本發行，並停止所有當前的軟體開發程序。同時，網站上的下載點也被一個搜尋列所取代，也就是說現在已經沒有辦法從其官方網站上下載這個軟體。直到目前為止，其官方網站都依然存在，只是沒有了軟體的下載點而已。雖然如此，仍然可以在搜尋引擎中使用常用的關鍵字「DVD Shrink」來找到許多該軟體的非官方下載點。

## 假版本
曾經有一段時間，在Google等搜尋引擎以及其提供的廣告中，都常能夠看到「免費下載DVD Shrink 2008」的字樣出現，並會引導使用者到一個要求付費購買該軟體的網站。這個只是一個為了騙取費用的假冒版本，自從DVD Shrink被美國法律禁止後，就不可能再有更新的版本出來，況且從頭到尾，這個軟體從來都沒有收取過任何費用。其實這些版本根本不存在。